# Елеонора Марія Ангальт-Бернбурзька
Елеонора Марія Ангальт-Бернбурзька (нім. Eleonore Marie von Anhalt-Bernburg, 7 серпня 1600 — 17 липня 1657) — принцеса Ангальт-Бернбургу з династії Асканіїв, донька князя Ангальт-Бернбургу Крістіана I та графині Бентгайм-Текленбурзької Анни, третя дружина герцога Мекленбург-Гюстрову та співправителя Мекленбургу Йоганна Альбрехта II.
Друга голова «Шляхетної Академії Щирості».

## Біографія

### Дитинство та юність
Народилась 7 серпня 1600 року в Амберзі. Була четвертою дитиною та другою донькою в родині ангальтського принца Крістіана, який обіймав посаду губернатора Верхнього Пфальцу, та його дружини Анни Бентгайм-Текленбурзької. Мала старшого брата Крістіана та сестру Амалію Юліану. Ще один брат помер немовлям до її народження. Згодом сімейство поповнилося дванадцятьма молодшими дітьми, з яких дев'ятеро досягли дорослого віку. Мешкало сімейство у Амберзі.
У 1603 році батько із братами поділив ангальтські землі й очолив відроджене князівство Ангальт-Бернбург. Під час Тридцятилітньої війни у 1622—1624 роках родина мешкала у Фленсбурзі, після чого переїхала до Бернбургу. У грудні 1624 року Елеонора Марія втратила матір. Батько більше не одружувався.
Принцеса отримала добру освіту. Володіла кількома європейськими мовами, добре зналася на теології, грала на музичних інструментах і непогано співала. Після смерті матері очолила «Noble Académie des Loyales» — «Шляхетну Академію Щирості», співзасновницею якої була раніше. Як її член мала псевдонім нім. «Die Beständige» — «Стійка».

### Шлюбне життя
У 25 років стала дружиною 36-річного герцога Мекленбург-Гюстрову та співправителя Мекленбургу Йоганна Альбрехта II. Весілля пройшло 7 травня 1626 року в Гюстрові. Для нареченого це був третій шлюб. Його попередня дружина померла за чотири місяці до цього, а від першого шлюбу він мав двох доньок. У подружжя народилося п'ятеро спільних дітей.
В ході Тридцятилітньої війни у 1628 році імператор призначив герцогом Мекленбурзьким генералісімуса Альбрехта Валленштейна. Брати-герцоги залишили країну, повернувшись лише після опали Валленштайна, у травні 1631, підтримувані шведським військом. Йоганн Альбрехт провів перший час із родиною у родичів Елеонори Марії в Гарцгероде.

### Вдівство

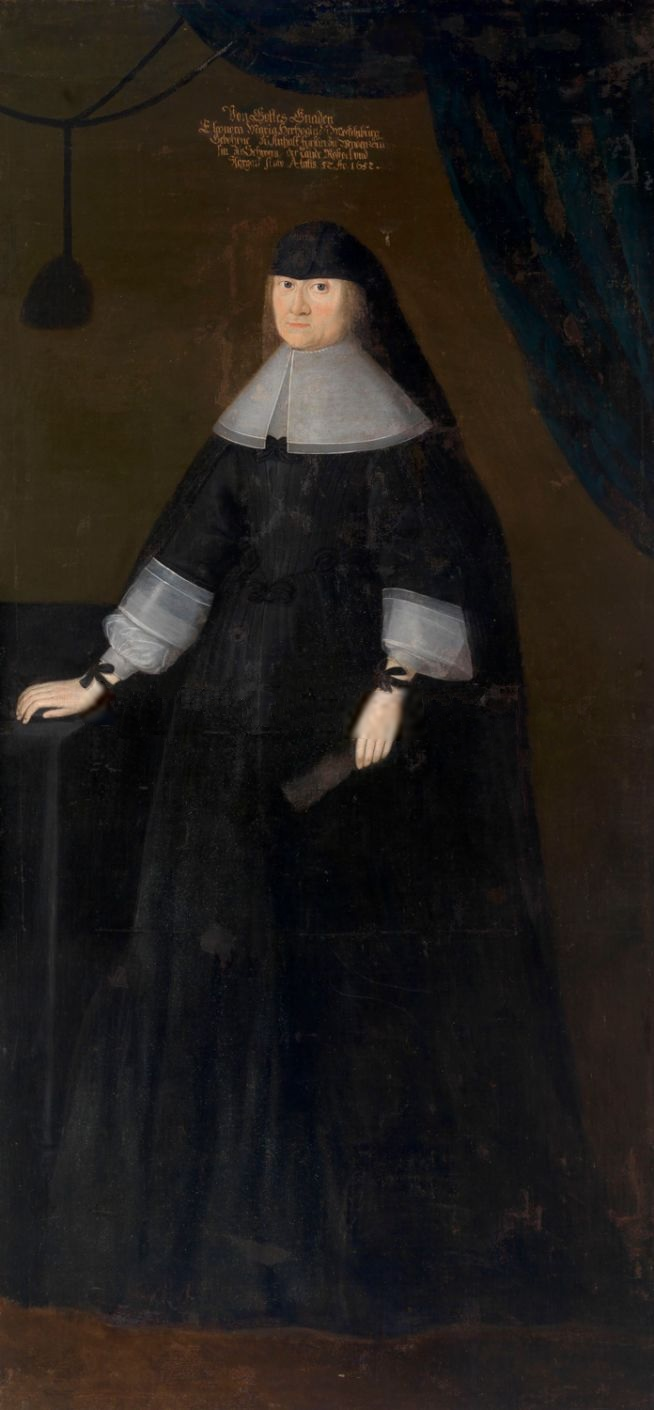
Портрет Елеонори Марії, 1652

У квітні 1636 року герцог помер, призначивши Елеонору Марію регентом при їхньому неповнолітньому синові. Бажанням правителя було виховання спадкоємця у кальвіністському віросповіданні. Але молодший брат покійного герцога, Адольф Фрідріх I, проголосив себе регентом при неповнолітньому небожеві, аби виховувати його в лютеранській вірі. Це стало причиною гострого конфлікту між удовою герцогинею та дівером. За десять днів після смерті Йоганна Альбрехта II, 4 травня 1636 року, місцеве дворянство визнало регентом Адольфа Фрідріха. Він оголосив заповіт брата недійсним.
17 січня 1637 року Адольф Фрідріх викрав спадкоємця престолу Густава Адольфа із Гюстровського замку й оселив його разом зі своїми дітьми у Бютцові. Елеонора Марія марно намагалася протестувати проти викрадення сина, просячи допомоги у імператора та звертаючись із проханням про підтримку до шведів. Фердинанд III визнав права жінки, проте Адольф Фрідріх продовжив судові процеси, залучивши до справи іноземні держави. Він всіляко переслідував герцогиню, однак та погодилася залишити Гюстров й оселитися в удовиній резиденції у Штреліці лише у 1644 році.
Померла у Штреліці 17 липня 1657 року. Похована у крипті Гюстровського собору.

## Родина
Чоловік — Йоганн Альбрехт II
Діти:
- Анна Софія (1628—1669) — дружина князя Лігницького Людвіка IV, мала єдиного сина, яий помер немовлям;
- Йоганн Крістіан (1629—1631) — прожив 2 роки;
- Елеонора (1630—1631) — прожила 9 місяців;
- Густав Адольф (1633—1695) — останній герцог Мекленбург-Гюстрова у 1636—1695 роках, був одружений з Магдаленою Сибіллою Гольштейн-Готторпською, мав одинадцятеро дітей;
- Луїза (1635—1648) — прожила 12 років.